# Srubec

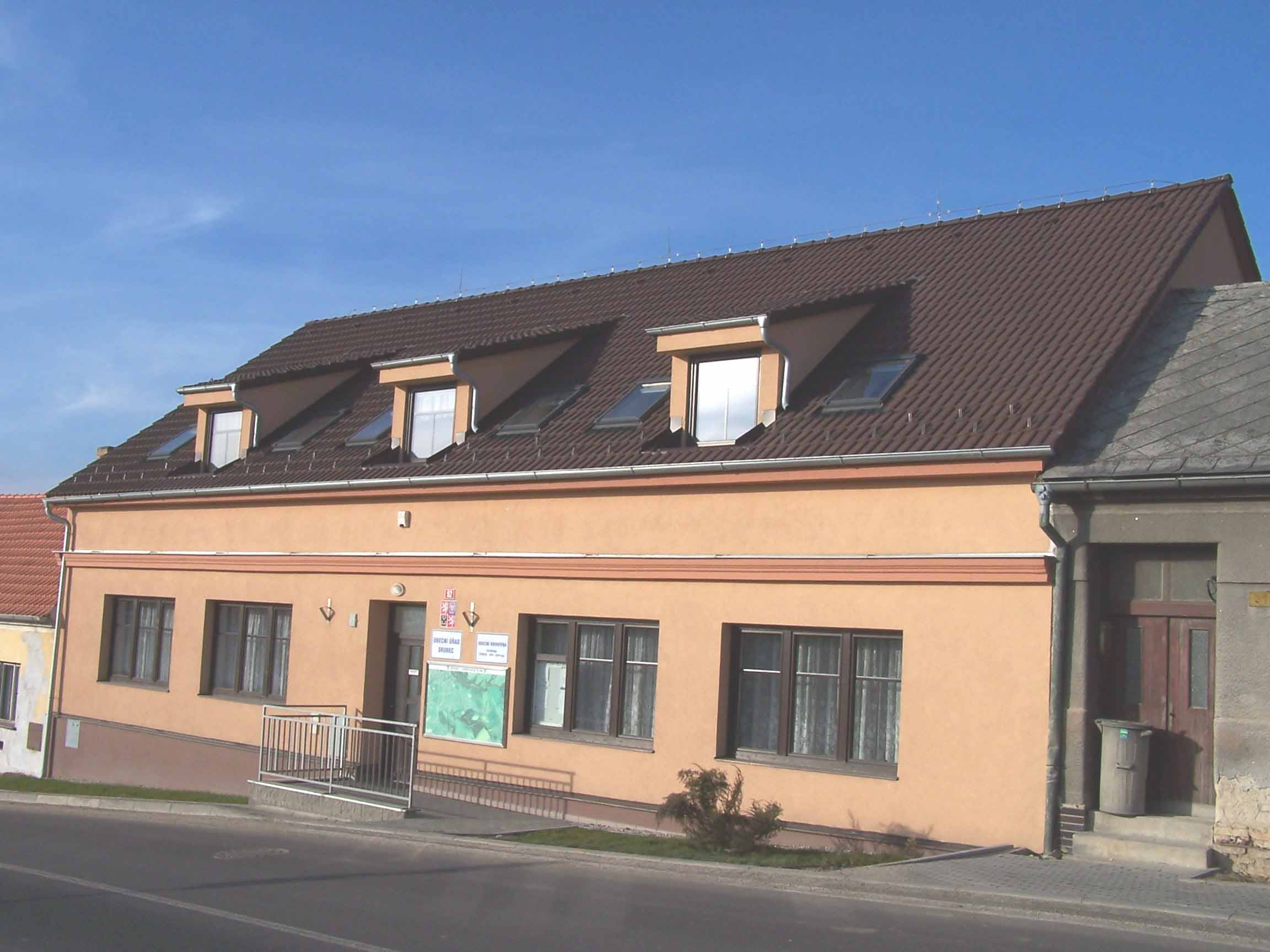
Gemeindeamt

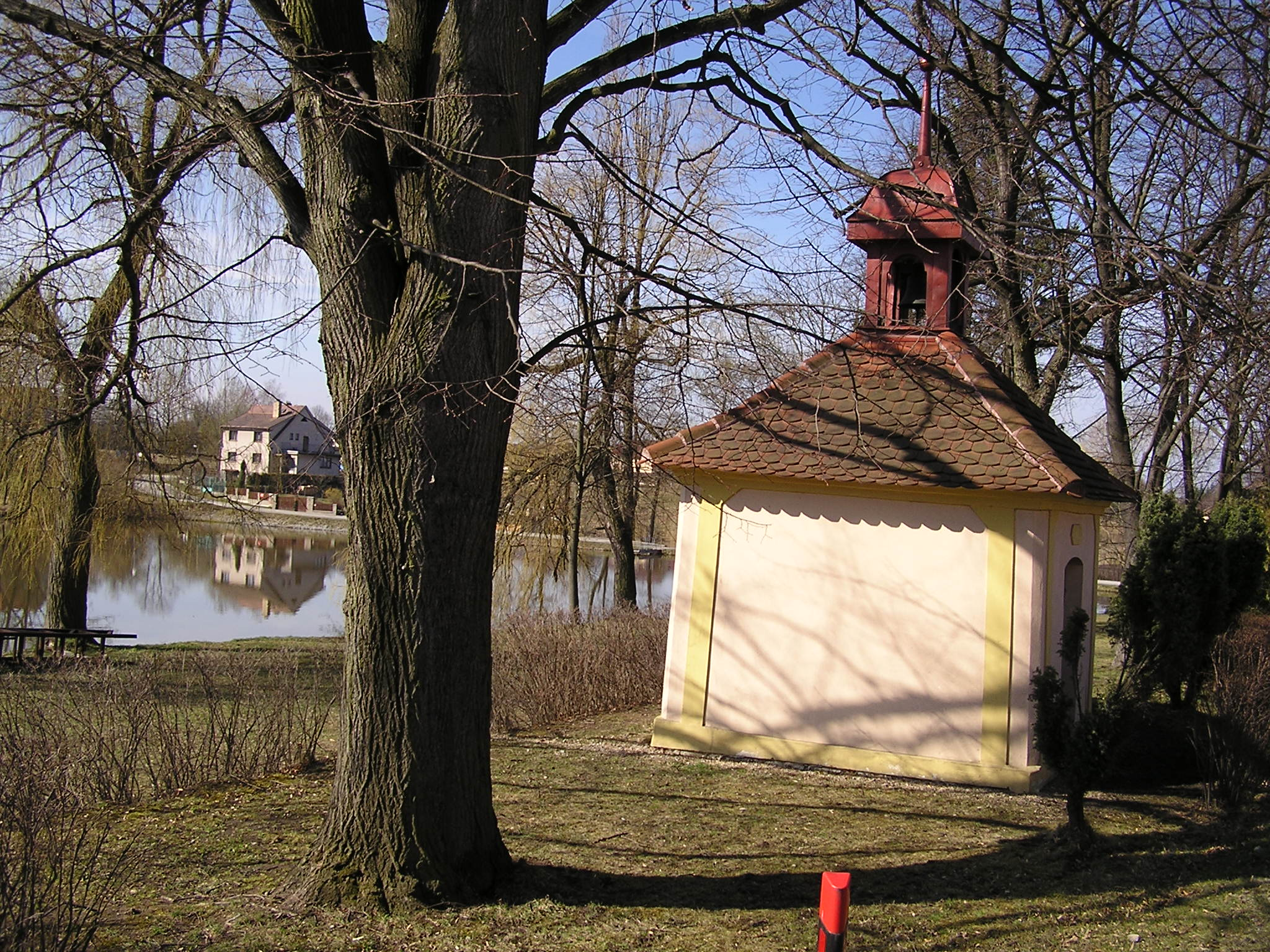
Kapelle der Jungfrau Maria

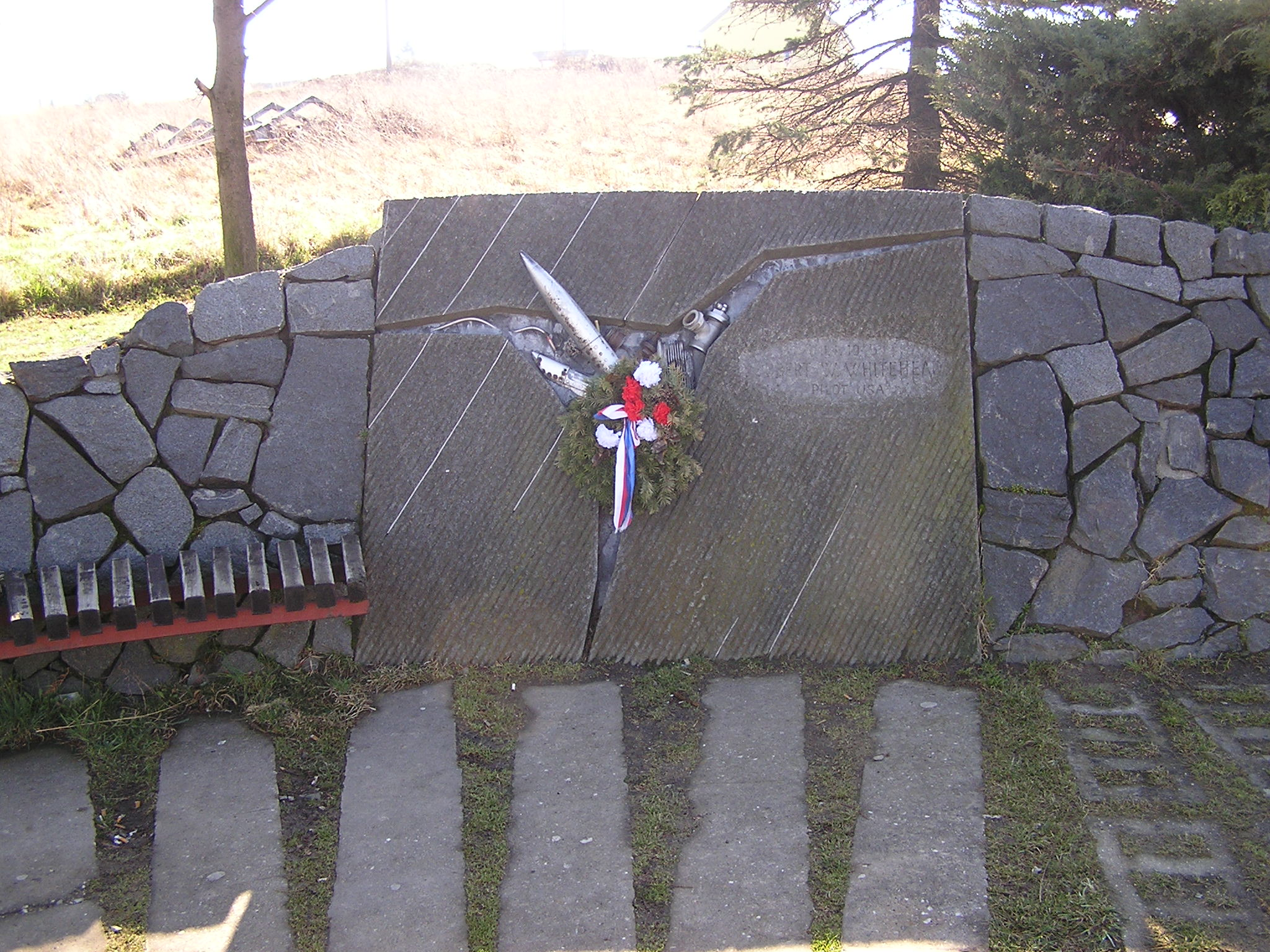
Gedenkstein für Robert W. Whitehead

Srubec, bis 1924 Strubec (deutsch Strups) ist eine Gemeinde in Tschechien. Sie liegt sechs Kilometer südöstlich des Stadtzentrums von Budweis in Südböhmen und gehört zum Okres České Budějovice.

## Geographie
Srubec befindet sich in der Lischauer Schwelle (Lišovský práh). Das Dorf liegt über den Tälern der Bäche Dobrovodská stoka und Hodějovický potok am Hügel Srubecký kopec (Silberberg). Im Norden liegt der Teich České Švýcarsko. Östlich erhebt sich die Na Pazderně (552 m), im Süden der Chlumek (536 m) und der Hůrecký kopec (541,7 m) sowie westlich die Větrná (493 m). Durch Srubec führt die Straße II/157 von České Budějovice nach Ledenice. Im Westen des Gemeindegebiets von Srubec verläuft zudem ein kurzer Abschnitt der Dálnice 3 mitsamt einer Anschlussstelle.
Nachbarorte sind Dobrá Voda u Českých Budějovic, Na Chalupách, České Švýcary, Nové Třebotovice und Malé Dubičné im Norden, Třebotovice im Nordosten, U Votavů und Ohrazení im Osten, U Čápa, Ohrazeníčko, U Šoupných und Zborov im Südosten, Svatá Voršila, Na Štětkách und Hůrka im Süden, Doubravice im Südwesten, Staré Hodějovice und Nové Hodějovice im Westen sowie U Veselských, Stará Pohůrka und Na Škardě im Nordwesten.

## Geschichte
Das Dorf entstand wahrscheinlich am Übergang vom 14. zum 15. Jahrhundert. Die erste schriftliche Erwähnung des Ortes erfolgte 1439 als Besitz des Budweiser Kaufmannes Andreas Sowa (Ondřej Sova). Dieser verpfändete das aus 24 untertänigen Anwesen bestehende Dorf an Peter Vlasák. Später löste Sowa das Pfand wieder aus und legte sich das Prädikat von Strubec (Sova ze Strubce) zu. Seine Tochter und Erbin Dorothea (Dorota) übertrug das Gut 1478 ihrem Ehemann Johann Puklitz von Wstuch (Jan Puklice ze Vstuh), der im Herbst 1482 verstarb und das Gut seinem älteren Bruder Wenzel hinterließ. Da Wenzel Puklitz von Wstuch keine Nachkommen hatte, setzte er 1494 seine Nichte Johanna testamentarisch als Erbin von Strubec ein. Im Jahre 1500 überließ sie das Gut ihren Mann Leonhard Eckhard von Urtinowitz (Linhart Ekhart z Urtvinovic). Nachdem die Familie Eckhard von Urtinowitz das Gut 1522 kurzzeitig an die Vladiken Bejšovec von Bejšov verpfändet hatte, verkaufte sie es später an den Budweiser Bürger Nikolaus Straboch (Mikuláš Štraboch), der es vor 1539 an die Stadt Budweis veräußerte. Gegen diesen Kauf legte 1540 Johannas Sohn Johann Eckhard von Urtinowitz Protest ein und konnte seine Ansprüche auf das Gut gegen die Stadt erfolgreich durchsetzen. Zu dieser Zeit waren am Strubecer Berg, der später Silberberg genannt wurde, reichhaltige Silbererzvorkommen entdeckt worden. Im Jahre 1541 wurden die Silbergruben Pauli Bekehrung (Obrácení svatého Pavla) und Alter Bock (U starého kozla) aufgenommen. 1548 kamen mit dem Armen Rat (Chudá rada), Altvater (Na Pradědu), Wilden Mann (Divoký muž) und dem Göttlichen Beistand (Boží pomoc) vier Zechen und 1565 noch drei weitere hinzu. Im Jahre 1557 hatte Johanns Sohn Abraham Eckhard von Urtinowitz das Gut geerbt, ihm folgte dessen Bruder Jakob. Dieser verkaufte Strubec 1565 an Mikuláš Humpolec von Tuchoraz, einen Beamten im Dienste Wilhelm von Rosenbergs. Mikuláš Tochter Katharina und ihr Mann Friedrich Schefflinger von Rirsdorff verwendeten gelegentlich auch das Prädikat von Strubetz (z Strubce). Im Jahre 1600 verkaufte Katharina das Gut an Melchior Kolichrayther von Kolichreit, welcher es 1602 für 5000 Schock Meißnische Groschen an die Stadt Budweis veräußerte. Der durch den Dreißigjährigen Krieg zum Erliegen gekommene Silberbergbau wurde zum Ende des 18. Jahrhunderts erneut aufgenommen. 1817 ging die aerarische Zeche St. Johannes Nepomuk (Svatý Jan Nepomucký) in Betrieb. Im Jahre 1840 bestand Strups/Strubec aus 43 Häusern mit 210 Einwohnern. Zur Ortschaft gehörten vier östlich gelegene, verstreute Dominikalhäuser, die auf den Gründen des emphyteutisierten Meierhofes Strups errichtet worden waren, sowie eine ebenda befindliche Rustikalchaluppe. Pfarrort war Gutwasser. Bis zur Mitte des 19. Jahrhunderts blieb das Dorf immer der Stadt Budweis untertänig.
Nach der Aufhebung der Patrimonialherrschaften bildete Strubec / Strups ab 1850 mit dem Ortsteil České Ohrazení/Böhmisch Baumgarten eine Gemeinde in der Bezirkshauptmannschaft Budějovice/Budweis. Die endgültige Stilllegung der Strupser Silbergruben erfolgte 1852. Josef Lenc gründete 1903 in Strups eine Baumschule, die 1908 in den Besitz von Vojtěch Bendík überging. Im Jahre 1910 hatte die Gemeinde 715 tschechischsprachige Einwohner. Im Ortsteil Strubec lebten 530 Personen, in České Ohrazení waren es 185. Zwischen 1910 und 1914 erfolgten Versuche zur Wiederaufnahme des Silberbergbaus. 1920 löste sich České Ohrazení los und bildete eine eigene Gemeinde. 1922 entstand eine Volksbücherei. Am 1. September 1923 nahm die Grundschule den Unterricht auf. Im Jahre 1924 wurde der amtliche tschechische Ortsname zu Srubec abgeändert. 1929 wurde Srubec elektrifiziert. Die Ortsgruppe des Turnvereins Sokol entstand 1937. Während der deutschen Besetzung wurden zwischen 1941 und 1943 alle Vereine des Ortes, mit Ausnahme der Feuerwehr, aufgelöst. 1954 wurde der Buslinienverkehr nach České Budějovice aufgenommen, dieser wurde jedoch nach viermonatigen Betrieb wieder eingestellt und im November 1956 erneut aufgenommen. Nachdem seit 1960 über eine Teilung des České Budějovicer Ortsteiles Pohůrka in einen städtischen und ländlichen Teil diskutiert worden war, wurde diese 1963 vollzogen. Die Grenze bildete die Kreuzung der Ledenicer Straße mit der neuen Straße von Mladé nach Dobrá Voda. Damit verblieb Nová Pohůrka bei České Budějovice und bildete den Stadtteil Pohůrka, während das alte Dorf Pohůrka unter dem Namen Stará Pohůrka nach Srubec umgemeindet wurde.
Zwischen 1988 und 1993 erfolgte der Bau einer örtlichen Wasserversorgung. Seit dem 8. Oktober 2003 führt die Gemeinde ein Wappen und Banner. Srubec ist heute an den ÖPNV der Stadt České Budějovice angeschlossen.

## Gemeindegliederung

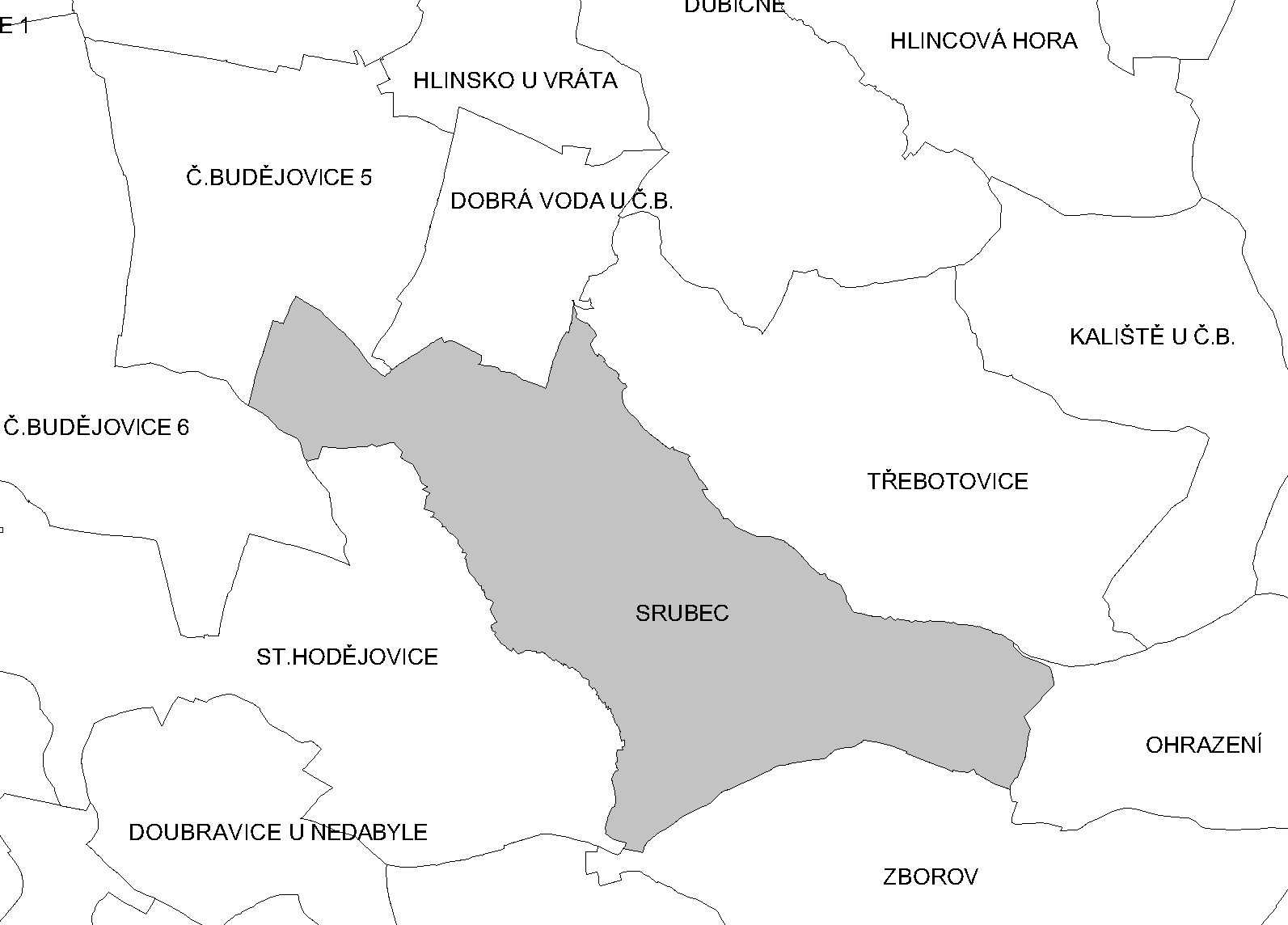
Kataster von Srubec

Die Gemeinde Srubec besteht aus den Ortsteilen Stará Pohůrka (Bucharten) und Srubec (Strups), der Ansiedlung Na Štětkách sowie den Einschichten České Švýcary, Na Škardě, U Šoupných und U Veselských. Grundsiedlungseinheiten sind Na Škardě, Na Štětkách, Srubec und Stará Pohůrka.

## Bevölkerungsentwicklung
| Jahr      | 1869 | 1880 | 1890 | 1900 | 1910 | 1921 | 1930 | 1950 | 1961 | 1970 | 1980 | 1991 | 2001 | 2011 | 2021 |
| --------- | ---- | ---- | ---- | ---- | ---- | ---- | ---- | ---- | ---- | ---- | ---- | ---- | ---- | ---- | ---- |
| Einwohner | 545  | 673  | 769  | 740  | 843  | 874  | 971  | 827  | 676  | 689  | 716  | 695  | 917  | 2015 | 2926 |

## Sehenswürdigkeiten
- Kapelle der Jungfrau Maria auf dem Dorfplatz von Srubec, errichtet 1908. Nach ihrer Sanierung wurde sie 2002 neu geweiht.
- Kapelle auf dem Dorfplatz von Stará Pohůrka
- Gedenkstein für den am 11. April 1945 abgeschossenen kanadischen Piloten Robert W. Whitehead, enthüllt am 28. Oktober 1945
- Denkmal für die Gefallenen des Ersten Weltkrieges, geschaffen 1919 vom Bildhauer Erwin Schopenhauer aus Gutwasser
- Quelle České Švýcarsko, nördlich des Dorfes im Tal der Dobrovodská stoka
- Gehöfte im südböhmischen Bauernbarockstil